# Heraclia zenkeri
Heraclia zenkeri är en fjärilsart som beskrevs av Karsch 1895. Heraclia zenkeri ingår i släktet Heraclia och familjen nattflyn. Inga underarter finns listade i Catalogue of Life.